# Bizaardvark
Bizaardvark ist eine US-amerikanische Fernsehserie der Walt Disney Company. Die Hauptrollen spielen Madison Hu und Olivia Rodrigo. Die Erstausstrahlung fand am 24. Juni 2016 auf dem Disney Channel statt. Die deutschsprachige Erstausstrahlung erfolgte am 20. Februar 2017 auf dem Free-TV-Sender Disney Channel. Die deutschsprachige Erstveröffentlichung der dritten Staffel erfolgte am 24. März 2020 auf Disney+. Die Serie endete am 13. April 2019.

## Handlung
Die Serie folgt Frankie und Paige, zwei besten Freundinnen, die lustige Lieder und Videos im Internet veröffentlichen. Nachdem sie 10.000 Abonnenten auf ihrem Vuuugle-Kanal Bizaardvark (ein Portmanteauwort der Wörter „bizarre“ (englisch für skurril) und „aardvark“ (englisch für Erdferkel)) erreicht haben, werden sie in den Vuuugle-Studios aufgenommen, wo sie ihre Videos produzieren können und auch andere Vuuuglers kennenlernen.

## Figuren

### Hauptfiguren
Frankie Wong
ist ein Star von Bizaardvark. Sie spielt Keyboard und Klavier.
Paige Olvera
ist der andere Star von Bizaardvark und spielt Gitarre. Wenn sie alleine sein will nimmt sie Mixed Martial Arts Unterricht.
Dirk Mann
ist der Star von Trau dich Bro!. Dort nimmt er Herausforderungen an, die er schließlich durchführt. Er ist sehr gut befreundet mit Paige Olvera und Frankie Wong
Amelia Duckworth
ist der Star von Perfekte Perfektion mit Amelia. Dort berichtet sie ausführlich über Mode und Lifestyle. Sie ist sehr gut befreundet mit Paige Olvera und Frankie Wong
Bernard „Bernie“ Schotz
ist ein Freund von Frankie und Paige. Später wird er ihr Agent. Er würde alles dafür tun, dass seine Oma stolz auf ihn wäre.
Zane
ist ein neuer Vuuugle-Star, Rodneys bester Freund und der Star von Zane Unboxed, wo er Geschichten erzählt, die mit dem Auspacken von Gegenständen verbunden sind.
Rodney
ist ein neuer Vuuugle-Star, Zanes bester Freund und der Star von 'Was steckt im Haar?', wo er verschiedene Dinge herausholt, die in seinen Haaren zu finden sind.

### Nebenfiguren
Liam
ist der Sohn von Vuuugles Schöpfer, der zu den Vuuuglers durch einen Roboter-Fernsehbildschirm spricht.
Angelo
ist Amelias persönlicher Assistent. Er redet nicht viel, vor allem, wenn Amelia dazu neigt, ihn in seinen Antworten zu unterbrechen. Später tritt Angelo von der Arbeit für Amelia zurück, um die medizinische Schule zu beenden und in arztlosen Ländern zu arbeiten.
Pferdekopftyp
ist ein Vuuugle-Star, der seit Beginn der Serie immer eine schwarze Pferdekopfmaske trägt und nie spricht.
Grandma Schotz
ist die Oma von Bernie, bei der er wohnt.
Belissa
ist der größte Fan von Bizaardvark. Sie ist sehr aufdringlich und hat Frankies Zimmer bei sich zu Hause nachgebaut.
Miss Tyson
ist die Physiklehrerin von Paige und Frankie.
Rektorin Karen
ist die Schulleiterin der Sierra High School und ist ein Fan von Bizaardvark.
Wikinger
ist ein großer Wikinger und der Star von Lebe wie ein Wikinger.
Dr. Douglas Wong
ist Frankies Vater.
Trainer Carlson
ist der Sportlehrer an der Sierra High School.
Willow
ist Amelias jüngere Schwester, die einen Lebensstil für Erdkinder entwickelt hat.
Lou Sensationsfinder
ist ein Nachrichtenreporter der Malibu Action News.

## Produktion
Die Dreharbeiten der ersten Staffel begannen Anfang 2016 in Los Angeles. Der Arbeitstitel der Serie lautete Paige & Frankie. Am 15. Dezember 2016 verlängerte der Disney Channel die Serie um eine zweite Staffel. Am 19. April 2018 wurde bekannt gegeben, dass im Sommer 2018 eine unangekündigte dritte Staffel Premiere haben wird.

## Besetzung und Synchronisation
Die deutschsprachige Synchronisation entstand unter der Dialogregie von Frank Schröder und Benjamin Teichmann durch die Synchronfirma SDI Media Germany GmbH in Berlin. Die Dialogbücher schrieben Thomas Stegherr, Nathan Bechhofer, Jesco Wirthgen, Laura Johae, Nadja Reichardt und Julia Sander. Die musikalische Leitung hatte Tom Luca, die deutschen Liedtexte stammen von Vince Bahrdt und Daniel J. Meyer.
| Rolle                   | Darsteller        | Folgen                       | Dt. Synchronsprecher                     |
| Hauptdarsteller         | Hauptdarsteller   | Hauptdarsteller              | Hauptdarsteller                          |
| ----------------------- | ----------------- | ---------------------------- | ---------------------------------------- |
| Frankie Wong            | Madison Hu        | 1.01–3.21                    | Giovanna Winterfeldt                     |
| Paige Olvera            | Olivia Rodrigo    | 1.01–3.21                    | Lina Rabea Mohr                          |
| Dirk Mann               | Jake Paul         | 1.01–2.17                    | David Turba                              |
| Amelia Duckworth        | DeVore Ledridge   | 1.01–3.21                    | Olivia Büschken                          |
| Bernard „Bernie“ Schotz | Ethan Wacker      | 1.01–3.21                    | Mik Dankou Chiara Tanfal (Gesangsstimme) |
| Zane                    | Maxwell Simkins   | 3.01–3.21                    | Emil Graf                                |
| Rodney                  | Elie Samouhi      | 3.01–3.21                    | Joshua Waga                              |
| Nebendarsteller         |                   |                              |                                          |
| Liam                    | Johnathan McClain | 1.01–3.21                    | Frank Schröder                           |
| Angelo                  | Jimmy Fowlie      | 1.01–1.04                    | Dirk Stollberg                           |
| Pferdekopftyp           | Ross Kobelak      | 1.01–3.21                    | Christoph Drobig                         |
| Grandma Schotz          | Ellen Ratner      | 1.04–3.21                    | Judith Steinhäuser                       |
| Belissa                 | Maya Jade Frank   | 1.04, 1.11, 1.13, 2.13, 2.15 | Angelina Geisler                         |
| Miss Tyson              | Devika Parikh     | 1.07, 1.13, 1.19             | Cornelia Waibel                          |
| Rektorin Karen          | Rachna Khatau     | 2.01–2.15, 3.06, 3.15, 3.21  | Alice Bauer                              |
| Wikinger                | Adam Haas Hunter  | 2.03–2.21, 3.21              | Stefan Bräuler                           |
| Dr. Douglas Wong        | Tom Choi          | 2.03, 2.05, 2.08, 2.17       |                                          |
| Trainer Carlson         | Kevin Will        | 2.04, 2.19, 2.21, 3.07       | Marco Kröger                             |
| Willow Duckworth        | Caitlin Reagan    | 3.02–3.21                    | Lilli Mechler                            |
| Lou Sensationsfinder    | David Lengel      | 3.05, 3.08–3.09, 3.13, 3.21  | Bernd Egger                              |
| Gastdarsteller          |                   |                              |                                          |
| Theo                    | Joshua Carlon     | 1.01, 1.19                   | Imme Aldag (1.01) Sebastian Römer (1.19) |
| Marge                   | Deborah Baker Jr. | 1.03, 1.09                   | Daniela Reidies                          |
| Victor                  | Calum Worthy      | 1.05, 1.20                   | Christian Zeiger                         |
| Teddy                   | Nick Galarza      | 1.05, 1.20                   | Philipp Lind                             |
| Sensei Ron              | Kevin Makely      | 1.06, 1.14                   | Tilo Schmitz                             |
| Kirk Mann               | Logan Paul        | 1.07                         | Benjamin Stöwe                           |
| Becky                   | Bryana Salaz      | 1.08                         | Melinda Rachfahl                         |
| Didi                    | Mckenna Grace     | 1.10                         | Emilia Raschewski                        |
| Vicki „Hitzkopf“ Fuego  | Ciara Wilson      | 1.14                         | Maximiliane Häcke                        |
| JoJo Siwa               | JoJo Siwa         | 1.14                         | Lisa Marie Becker                        |
| Gina Olvera             | Tessie Santiago   | 1.18, 3.21                   | Katrin Zimmermann                        |
| Lilly Singh             | Lilly Singh       | 1.19                         | Wicki Kalaitzi                           |
| Ian Finkelman           | Thomas Sanders    | 1.20                         | Ricardo Richter                          |
| Roman Winwood           | Matt Richards     | 3.09, 3.21                   | Michael Iwannek                          |
| Ernie Plotz             | Noah Crawford     | 3.13                         | Vincent Borko                            |
| Jackson                 | Nicolas Cantu     | 3.16                         | Carlos Fanselow                          |
| Mr. Finkle              | Jack Plotnick     | 3.17                         | Christian Intorp                         |
| Onkel Morty             | Paul Dooley       | 3.17                         | Reinhard Scheunemann                     |
| Natalie                 | Tania Gunadi      | 3.17                         | Bianca Krahl                             |
| Red Duckworth           | Darrell Hammond   | 3.20–3.21                    | Jan Spitzer                              |

## Staffeln

### Ausstrahlung
| Staffel | Episodenanzahl | Erstausstrahlung USA | Erstausstrahlung USA | Deutschsprachige Erstausstrahlung | Deutschsprachige Erstausstrahlung |
| Staffel | Episodenanzahl | Staffelpremiere      | Staffelfinale        | Staffelpremiere                   | Staffelfinale                     |
| ------- | -------------- | -------------------- | -------------------- | --------------------------------- | --------------------------------- |
| 1       | 20             | 24. Juni 2016        | 27. Januar 2017      | 20. Februar 2017                  | 10. August 2018                   |
| 2       | 22             | 23. Juni 2017        | 13. April 2018       | 29. Nov. 2019                     | –                                 |
| 3       | 21             | 24. Juli 2018        | 13. April 2019       | 24. März 2020                     | 24. März 2020                     |

### Episodenliste

#### Staffel 1
| Nr. (ges.) | Nr. (St.) | Deutscher Titel                                                        | Originaltitel                          | Erstausstrahlung USA | Deutschsprachige Erstausstrahlung (D/A/CH) | Regie                | Drehbuch                             | Zuschauer (USA) | Prod. Code |
| ---------- | --------- | ---------------------------------------------------------------------- | -------------------------------------- | -------------------- | ------------------------------------------ | -------------------- | ------------------------------------ | --------------- | ---------- |
| 1          | 1         | Die Erste                                                              | First!                                 | 24. Juni 2016        | 20. Feb. 2017                              | David Kendall        | Kyle Stegina & Josh Lehrman          | 2,41 Mio.       | 101        |
| 2          | 2         | Ein Selbst-Porträt                                                     | Draw My Life                           | 10. Juli 2016        | 21. Feb. 2017                              | David Kendall        | Michael Curtis & Roger S.H. Schulman | 1,19 Mio.       | 102        |
| 3          | 3         | Frankie hat ’nen Hater                                                 | Frankie Has a Hater                    | 17. Juli 2016        | 22. Feb. 2017                              | Savage Steve Holland | Eric Friedman                        | 1,07 Mio.       | 105        |
| 4          | 4         | Super-Fan                                                              | Superfan                               | 24. Juli 2016        | 23. Feb. 2017                              | David Kendall        | Heather Flanders                     | 1,41 Mio.       | 103        |
| 5          | 5         | Bizaardvark vs. Prank Town                                             | The Collab                             | 31. Juli 2016        | 24. Feb. 2017                              | Savage Steve Holland | Kyle Stegina & Josh Lehrman          | 1,04 Mio.       | 106        |
| 6          | 6         | Der Kreis der Wahrheit                                                 | Unboxing                               | 7. Aug. 2016         | 27. Feb. 2017                              | David Kendall        | Tim Brenner                          | 1,74 Mio.       | 104        |
| 7          | 7         | Dirk, das Genie                                                        | The First Law of Dirk                  | 14. Aug. 2016        | 28. Feb. 2017                              | David Kendall        | Kyle Stegina & Josh Lehrman          | 1,53 Mio.       | 108        |
| 8          | 8         | Beste Freunde?                                                         | Best Friend Tag                        | 11. Sep. 2016        | 1. März 2017                               | Savage Steve Holland | Tracy Bitterolf & Miranda Russo      | 1,21 Mio.       | 107        |
| 9          | 9         | Big Boss Bernie                                                        | Bernie's in Charge                     | 18. Sep. 2016        | 23. Jul. 2018 1                            | David Kendall        | Eric Friedman                        | 1,04 Mio.       | 109        |
| 10         | 10        | Pretty-Con                                                             | Pretty Con                             | 25. Sep. 2016        | 2. März 2017                               | David Kendall        | Michael Curtis & Roger S.H. Schulman | 1,20 Mio.       | 110        |
| 11         | 11        | Katzen-Frankie                                                         | Puff & Frankie                         | 2. Okt. 2016         | 3. März 2017                               | Jon Rosenbaum        | Tim Brenner                          | 1,28 Mio.       | 112        |
| 12         | 12        | Halloweenvark                                                          | Halloweenvark                          | 7. Okt. 2016         | 6. März 2017                               | David Kendall        | Eric Friedman                        | 1,92 Mio.       | 116        |
| 13         | 13        | Belissas Rückkehr                                                      | Spoiler Alert: Belissa Returns         | 23. Okt. 2016        | 7. März 2017                               | Linda Mendoza        | Heather Flanders                     | 0,86 Mio.       | 111        |
| 14         | 14        | Bizaardvark vs. Vicki „Hitzkopf“ Fuego: Der größte Streit aller Zeiten | Bizaardvark vs. Vicki 'Hot Head' Fuego | 6. Nov. 2016         | 8. März 2017                               | Robbie Countryman    | Tracy Bitterolf & Miranda Russo      | 1,29 Mio.       | 114        |
| 15         | 15        | Moosetashio: Mit Vorsicht genießen!                                    | Moosetashio: A Cautionary Tale         | 13. Nov. 2016        | 9. März 2017                               | Sean Mulcahy         | Kyle Stegina & Josh Lehrman          | 1,17 Mio.       | 115        |
| 16         | 16        | Strg + Alt + Entf                                                      | Control (Plus) Alt (Plus) Escape!      | 27. Nov. 2016        | 10. März 2017                              | Jon Rosenbaum        | Eric Friedman                        | 0,97 Mio.       | 121        |
| 17         | 17        | Die Vuuugle-Weihnachtsparty                                            | Agh, Humbug                            | 11. Dez. 2016        | 10. Aug. 2018 1                            | Jon Rosenbaum        | Vincent Brown                        | 0,91 Mio.       | 120        |
| 18         | 18        | Mom, du blamierst mich!                                                | Mom! Stop!                             | 13. Jan. 2017        | 30. Jul. 2018 1                            | Robbie Countryman    | Matthew Roman                        | 0,95 Mio.       | 113        |
| 19         | 19        | Der beste Geburtstag aller Zeiten                                      | Paige's Birthday Is Gonna Be Great     | 20. Jan. 2017        | 30. Jul. 2018 1                            | Jody Margolin Hahn   | Michael Curtis & Roger S.H. Schulman | 1,16 Mio.       | 117        |
| 20         | 20        | In deiner Mitte!                                                       | In Your Space!                         | 27. Jan. 2017        | 10. Aug. 2018 1                            | Leslie Kolins Small  | Tim Brenner                          | 0,99 Mio.       | 119        |

#### Staffel 2
| Nr. (ges.) | Nr. (St.) | Deutscher Titel       | Originaltitel                                     | Erstausstrahlung USA | Deutschsprachige Erstveröffentlichung (Disney Channel App) | Regie              | Drehbuch                    | Zuschauer (USA) | Prod. Code |
| ---------- | --------- | --------------------- | ------------------------------------------------- | -------------------- | ---------------------------------------------------------- | ------------------ | --------------------------- | --------------- | ---------- |
| 21         | 1         | –                     | First Day of School                               | 23. Juni 2017        | –                                                          | Bob Koherr         | Kyle Stegina & Josh Lehrman | 1,49 Mio.       | 201        |
| 22         | 2         | –                     | Chocolate Bananas                                 | 30. Juni 2017        | –                                                          | Jody Margolin Hahn | Tim Brenner                 | 0,83 Mio.       | 203        |
| 23         | 3         | –                     | The Doctor Will See You Now                       | 7. Juli 2017         | –                                                          | Bob Koherr         | Jessica Kaminsky            | 1,39 Mio.       | 202        |
| 24         | 4         | –                     | Paige Bugs Out                                    | 14. Juli 2017        | –                                                          | David Kendall      | Eric Friedman               | 1,16 Mio.       | 205        |
| 25         | 5         | –                     | Friend Fight!                                     | 28. Juli 2017        | –                                                          | David Kendall      | Ron Rappaport               | 1,47 Mio.       | 204        |
| 26         | 6         | Das Maskottchen-Drama | Hawkward                                          | 4. Aug. 2017         | 29. Nov. 2019 1                                            | Adam Weissman      | Kyle Stegina & Josh Lehrman | 1,01 Mio.       | 118        |
| 27         | 7         | –                     | Frankie and Amelia's Fun Friend Weekend           | 11. Aug. 2017        | –                                                          | Sean Mulcahy       | Alex Fox & Rachel Lewis     | 1,11 Mio.       | 206        |
| 28         | 8         | –                     | Charlie's Cheating Teacher                        | 18. Aug. 2017        | –                                                          | David Kendall      | Kyle Stegina & Josh Lehrman | 1,10 Mio.       | 207        |
| 29         | 9         | –                     | Softball: The Musical                             | 25. Aug. 2017        | –                                                          | Robbie Countryman  | Eric Friedman               | 1,09 Mio.       | 208        |
| 30         | 10        | –                     | Yes and No                                        | 15. Sep. 2017        | –                                                          | Robbie Countryman  | Ron Rappaport               | 1,21 Mio.       | 209        |
| 31         | 11        | –                     | Science (Un)Fair                                  | 22. Sep. 2017        | –                                                          | Sean Mulcahy       | Jessica Kaminsky            | 1,03 Mio.       | 210        |
| 32         | 12        | –                     | Promposal Problems                                | 29. Sep. 2017        | –                                                          | A. Laura James     | Tim Brenner                 | 1,08 Mio.       | 211        |
| 33         | 13        | –                     | Halloweenvark: Part Boo!                          | 6. Okt. 2017         | –                                                          | Jon Rosenbaum      | Kyle Stegina & Josh Lehrman | 1,07 Mio.       | 213        |
| 34         | 14        | –                     | A Killer Robot Christmas                          | 8. Dez. 2017         | –                                                          | Robbie Countryman  | Amy-Jo Perry                | 1,23 Mio.       | 220        |
| 35         | 15        | –                     | Clash of the Superfans                            | 23. Feb. 2018        | –                                                          | Jody Margolin Hahn | Alex Fox & Rachel Lewis     | 1,19 Mio.       | 212        |
| 36         | 16        | –                     | Don't Think, Just Dare                            | 2. März 2018         | –                                                          | Erika Kaestle      | Vincent Brown               | 1,00 Mio.       | 214        |
| 37         | 17        | –                     | Bernie Moves Out                                  | 9. März 2018         | –                                                          | A. Laura James     | Eric Friedman               | 1,02 Mio.       | 215        |
| 38         | 18        | –                     | The BFF (Before Frankie Friend)                   | 16. März 2018        | –                                                          | David Kendall      | Ron Rappaport               | 0,95 Mio.       | 216        |
| 39         | 19        | –                     | Amelia's Perfectly Imperfect Volleyball Adventure | 23. März 2018        | –                                                          | Jon Rosenbaum      | Jessica Kaminsky            | 1,00 Mio.       | 217        |
| 40         | 20        | –                     | Paige Is Wrong                                    | 30. März 2018        | –                                                          | Jon Rosenbaum      | Tim Brenner                 | 0,99 Mio.       | 218        |
| 41         | 21        | –                     | Spring Break Video Spectacular                    | 6. Apr. 2018         | –                                                          | Robbie Countryman  | Matt Roman                  | 1,14 Mio.       | 221        |
| 42         | 22        | –                     | Her, Me, and Hermie                               | 13. Apr. 2018        | –                                                          | Bob Koherr         | Alex Fox & Rachel Lewis     | 0,97 Mio.       | 219        |

#### Staffel 3
| Nr. (ges.) | Nr. (St.) | Deutscher Titel                 | Originaltitel                        | Erstausstrahlung USA | Deutschsprachige Erstveröffentlichung (Disney+) | Regie              | Drehbuch                          | Zuschauer (USA) | Prod. Code |
| ---------- | --------- | ------------------------------- | ------------------------------------ | -------------------- | ----------------------------------------------- | ------------------ | --------------------------------- | --------------- | ---------- |
| 43         | 1         | Unser Sommer                    | The Summer of Us                     | 24. Juli 2018        | 24. März 2020                                   | Jon Rosenbaum      | Eric Friedman                     | 0,76 Mio.       | 301        |
| 44         | 2         | Perfekt zu zweit                | Two Me's in a Pod                    | 26. Juli 2018        | 24. März 2020                                   | Jon Rosenbaum      | Ron Rappaport                     | 0,74 Mio.       | 302        |
| 45         | 3         | Mamas allein zu Haus            | House Moms                           | 31. Juli 2018        | 24. März 2020                                   | Jon Rosenbaum      | Jessica Kaminsky                  | 0,53 Mio.       | 303        |
| 46         | 4         | Jemand stiehlt die Show         | No Way, Whoa!                        | 2. Aug. 2018         | 24. März 2020                                   | David Kendall      | Justin Varava                     | 0,75 Mio.       | 304        |
| 47         | 5         | Wer kennt wen besser?           | Tree's Company                       | 7. Aug. 2018         | 24. März 2020                                   | Sean Mulcahy       | Tim Brenner                       | 0,56 Mio.       | 305        |
| 48         | 6         | Der Ferienkurs                  | Summer Schooled                      | 9. Aug. 2018         | 24. März 2020                                   | Erika Kaestle      | Alex Fox & Rachel Lewis           | 0,56 Mio.       | 306        |
| 49         | 7         | Süßes oder Saures               | Halloweenvark Part 3: Mali-Boo!      | 5. Okt. 2018         | 24. März 2020                                   | Jon Rosenbaum      | Tim Brenner                       | 0,53 Mio.       | 315        |
| 50         | 8         | Das Weihnachtsvideo             | Holiday Video Sketchtacular          | 7. Dez. 2018         | 24. März 2020                                   | Sean Mulcahy       | Katya Lidsky & Erin Pineda        | 0,49 Mio.       | 319        |
| 51         | 9         | Wer ist der Pferdekopftyp?      | Who Is Horse Face Guy?               | 19. Jan. 2019        | 24. März 2020                                   | Robbie Countryman  | Matt Roman                        | 0,59 Mio.       | 310        |
| 52         | 10        | Willow rettet den Tag           | Where There's a Willow There's a Way | 26. Jan. 2019        | 24. März 2020                                   | Jody Margolin Hahn | Cailan Rose                       | 0,52 Mio.       | 307        |
| 53         | 11        | Die Haus Band                   | House Band                           | 2. Feb. 2019         | 24. März 2020                                   | Jody Margolin Hahn | Eric Friedman                     | 0,69 Mio.       | 308        |
| 54         | 12        | Die Müsli - Konkurrenz          | Eye in the Duckworth                 | 9. Feb. 2019         | 24. März 2020                                   | David Kendall      | Ron Rappaport                     | 0,55 Mio.       | 309        |
| 55         | 13        | Bernies Cousin Ernie            | Bernie's Cousin Ernie                | 16. Feb. 2019        | 24. März 2020                                   | Sean Mulcahy       | Tim Brenner                       | 0,47 Mio.       | 312        |
| 56         | 14        | Paige gegen Frankie             | Paige's Way vs. Frankie's Way        | 23. Feb. 2019        | 24. März 2020                                   | A. Laura James     | Jessica Kaminsky                  | 0,51 Mio.       | 311        |
| 57         | 15        | Die Ultimativen Schoko Pancakes | PK in da House                       | 2. März 2019         | 24. März 2020                                   | Robbie Countryman  | Cailan Rose                       | 0,52 Mio.       | 313        |
| 58         | 16        | Die Bizaardvark Lebensberatung  | Bizaardvark Changes Lives            | 9. März 2019         | 24. März 2020                                   | Marian Deaton      | Justin Varava                     | 0,60 Mio.       | 314        |
| 59         | 17        | A capella                       | A Capella Problems                   | 16. März 2019        | 24. März 2020                                   | Jon Rosenbaum      | Alex Fox & Rachel Lewis           | 0,47 Mio.       | 316        |
| 60         | 18        | Dummes dummerchen               | The Stand-Up Standoff                | 23. März 2019        | 24. März 2020                                   | Jody Margolin Hahn | Eric Friedman                     | 0,57 Mio.       | 317        |
| 61         | 19        | Ein falsches Spiel              | BizRipOffs                           | 30. März 2019        | 24. März 2020                                   | Erika Kaestle      | Ron Rappaport                     | 0,49 Mio.       | 318        |
| 62         | 20        | Stiefgeschwister                | Rozes Are Red                        | 6. Apr. 2019         | 24. März 2020                                   | Jon Rosenbaum      | Jessica Kaminsky                  | 0,52 Mio.       | 320        |
| 63         | 21        | Ein Ende und ein Anfang         | The End of the Beginning             | 13. Apr. 2019        | 24. März 2020                                   | Jon Rosenbaum      | Savannah Kopp Idee: Eric Friedman | 0,55 Mio.       | 321        |